# Zeniontidae
Die Zeniontidae sind eine Familie der Petersfischartigen (Zeiformes). Sie leben in den Meeren um Südafrika und im tropischen und subtropischen westlichen Pazifik, bei Japan, Australien und Neuseeland und vor der Küste Chiles in Tiefen von 200–600 Metern.

## Merkmale
Der Körper der Fische ist ca. 2,5 mal so lang wie hoch, sie haben 25 bis 27 Wirbel. Der Oberkiefer ist extrem weit vorstreckbar. Der Augendurchmesser ist größer oder gleich der Länge der Maulspalte. Die Kiefer haben kleine Zähne. Die Bauchflossen haben einen einzelnen großen, gezackten Hartstrahl, die Afterflosse keinen, einen oder zwei kleine Hartstrahlen, die Brustflossen 12 bis 18 Flossenstrahlen.
Die Fische werden 7 bis 16 Zentimeter lang.

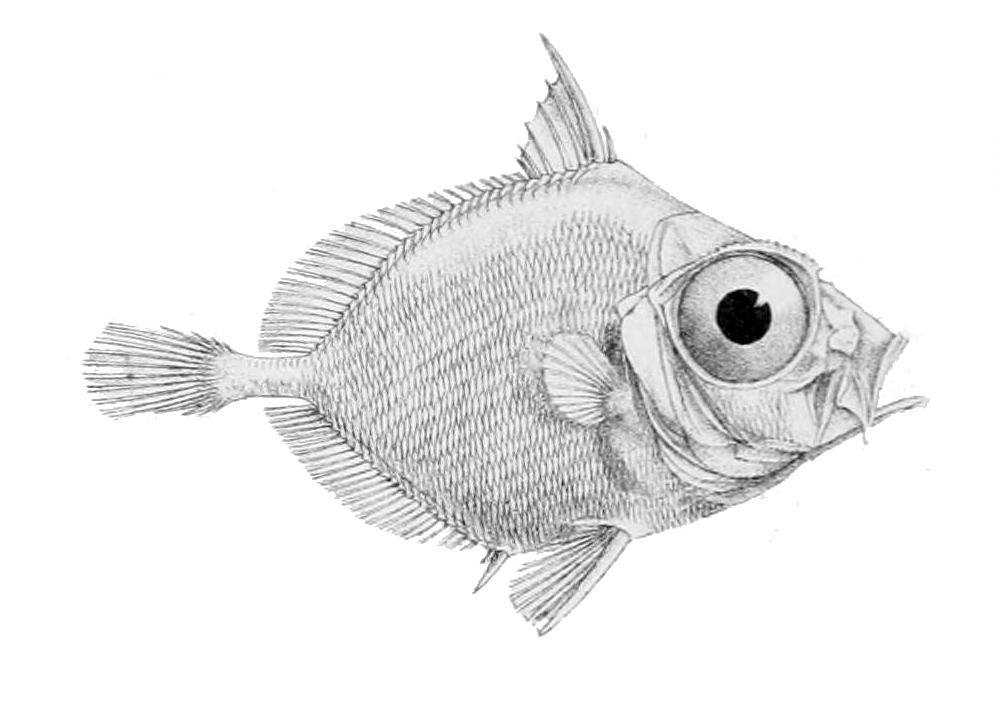
Capromimus abbreviatus

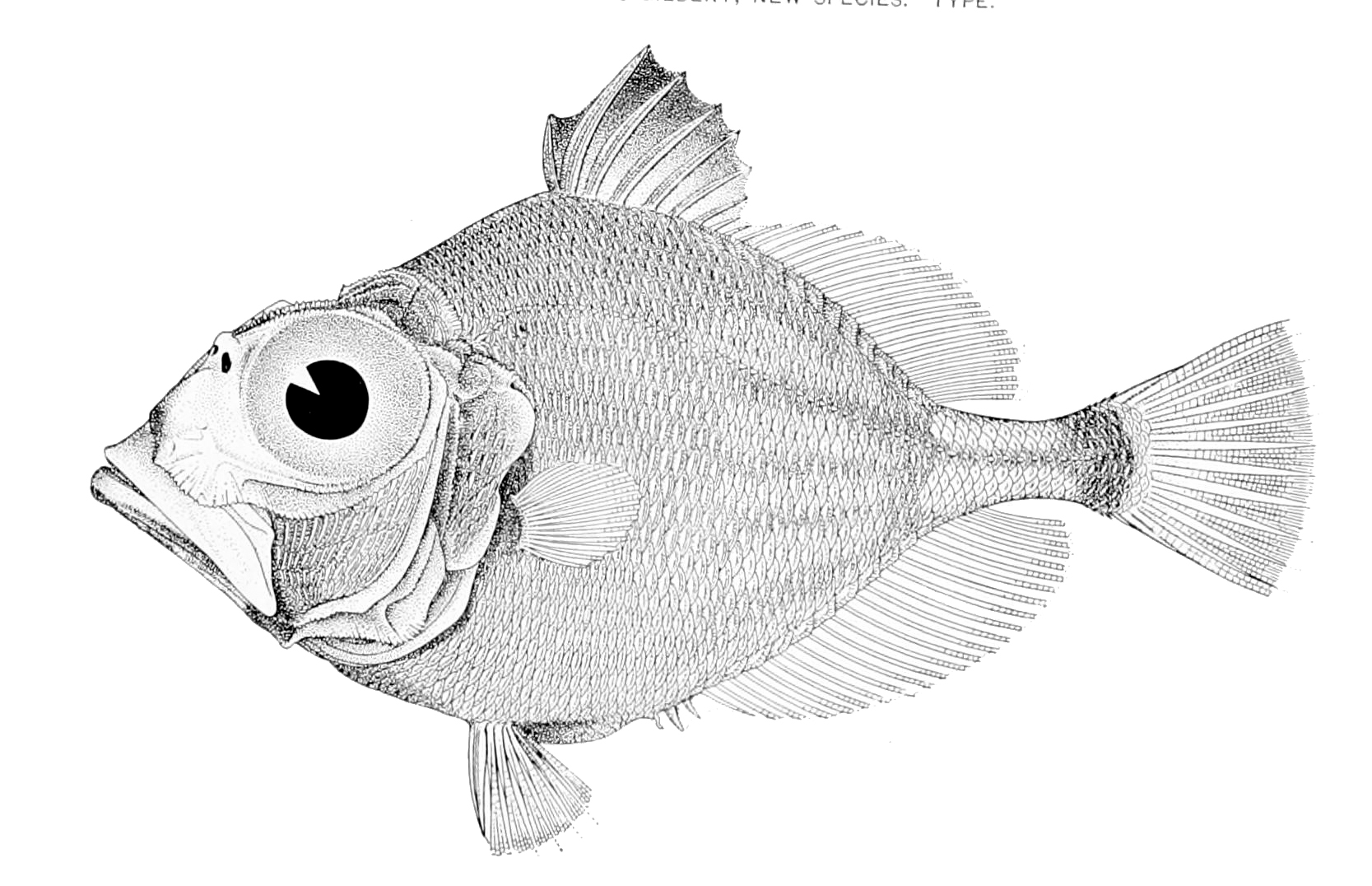
Cyttomimus stelgis

## Arten
Es gibt sieben Arten in drei Gattungen. Die ersten beiden Gattungen wurden früher in die Zeidae gestellt, Zenion war die einzige der Zeniontidae.
- Capromimus
  - Capromimus abbreviatus (Hector, 1875).
- Cyttomimus
  - Cyttomimus affinis Weber, 1913.
  - Cyttomimus stelgis Gilbert, 1905.
- Zenion
  - Zenion hololepis (Goode & Bean, 1896).
  - Zenion japonicum Kamohara, 1934.
  - Zenion leptolepis (Gilchrist & von Bonde, 1924).
  - Zenion longipinnis Kotthaus, 1970.